# Seal Rock (Wilkesland)
Der Seal Rock (englisch; polnisch Skala Fok ‚Robbenfelsen‘) ist ein 61 m hoher Hügel an der Knox-Küste des ostantarktischen Wilkeslands. Er ragt 1 km nordöstlich der polnischen Dobrowolski-Station in den Bunger Hills auf.
Polnische Wissenschaftler benannten ihn 1985 nach den hier beobachteten Robben.